# Chrysobothris affinis
Chrysobothris affinis es una especie de escarabajo del género Chrysobothris, familia Buprestidae. Fue descrita científicamente por Fabricius en 1794.